# Bullets Over Broadway
Bullets Over Broadway ist eine in den 1920er Jahren angesiedelte Komödie von Woody Allen aus dem Jahr 1994.

## Handlung
Der bisher recht erfolglose Theaterautor David Shayne möchte bei seinem neuen Stück „Gott unserer Väter“ selbst Regie führen. Um das Geld dazu zu bekommen, lässt er sich auf ein Geschäft mit dem Mafiaboss Nick Valenti ein. Dieser fordert als Gegenleistung, dass seine Freundin Olive Neal eine Rolle bekommt. Olive, die bisher nur als Revuetänzerin aufgetreten ist, erweist sich jedoch bald als überaus untalentiert und lässt einige Turbulenzen bei den Proben entstehen, ebenso wie die Fresssucht des Schauspielers Warner Purcell und die Launen der alternden Diva Helen Sinclair.
Bei den Proben wird Olive stets von ihrem Leibwächter Cheech begleitet, der sich zunehmend für das Theater begeistert und sich als begnadeter Autor erweist. David, der sich zunächst vehement gegen jegliche Eingriffe in seine Autorität als Autor und Regisseur wehrt, muss schließlich einsehen, dass seine Ursprungsfassung „hölzern und konstruiert“ war und lässt zu, dass Cheech das Stück grundlegend verändert. Davids Kompromissbereitschaft ist auch dem Umstand geschuldet, dass er dem Charme von Helen Sinclair erliegt, seine Freundin Ellen mit ihr betrügt und folglich auch anfängt, sich bezüglich des Stückes nach Helens Vorstellungen zu richten.
Dank Cheechs Änderungen wird das Stück ein großer Publikumserfolg, doch dieser ist noch unzufrieden mit der Schauspielerin Olive („Ich dulde nicht, dass sie mein Stück versaut.“) und beschließt letztlich, sie zu ermorden. Sein Boss Nick Valenti ahnt, dass Cheech hinter dem Mord an Olive steckt, und lässt ihn während einer Aufführung von „Gott unserer Väter“ am Broadway erschießen. Die Kritiken sind voll des Lobes für das Stück, in dem nun Olives Zweitbesetzung, eine „richtige Schauspielerin“, mitspielt. Zum Schluss beichtet David seiner Freundin Ellen seine Untreue; gesteht, kein Künstler zu sein, und macht ihr einen Heiratsantrag, welchen sie annimmt.

## Kritik
Wie üblich bei Woody Allens Komödien handelt es sich um einen Film voller kurioser Charaktere, deren Aufeinandertreffen reichlich komische Szenen erzeugt. Laut der Übersichtsseite für Rezensionen, Rotten Tomatoes, erhielt der Film zu 97 % positive Bewertungen.
- Filmdienst: In den Wilden 20ern angesiedelte Komödie, die zwei scheinbar unvereinbare Welten, die Boheme des Broadway und den schießwütigen Mob, auf logische Weise zusammenführt. Ein rundum gelungenes Filmvergnügen.[2]
- Fischer-Filmalmanach 1996: Perfekte Unterhaltung und pausenlose Lachangebote mit geistreichen Themen- und Dialogstreichen. Ein Salto mortale von Filmkunst und Komödie. Ein mitreißend unbeschwertes Meisterwerk.

## Auszeichnungen
Dianne Wiest gewann als Beste Nebendarstellerin den Filmpreis Oscar. Der Film wurde in sechs weiteren Kategorien für den Oscar nominiert, darunter Chazz Palminteri und Jennifer Tilly als Nebendarsteller sowie Woody Allen als Regisseur und zusammen mit Douglas McGrath Drehbuchautor.
Dianne Wiest gewann den Golden Globe Award, den Independent Spirit Award, den Chlotrudis Award, den Chicago Film Critics Association Award, den Kansas City Film Critics Circle Award, den Los Angeles Film Critics Association Award, den New York Film Critics Circle Award, den National Society of Film Critics Award, den Southeastern Film Critics Association Award, den American Comedy Award und den Screen Actors Guild Award.